# Canal de Lynn

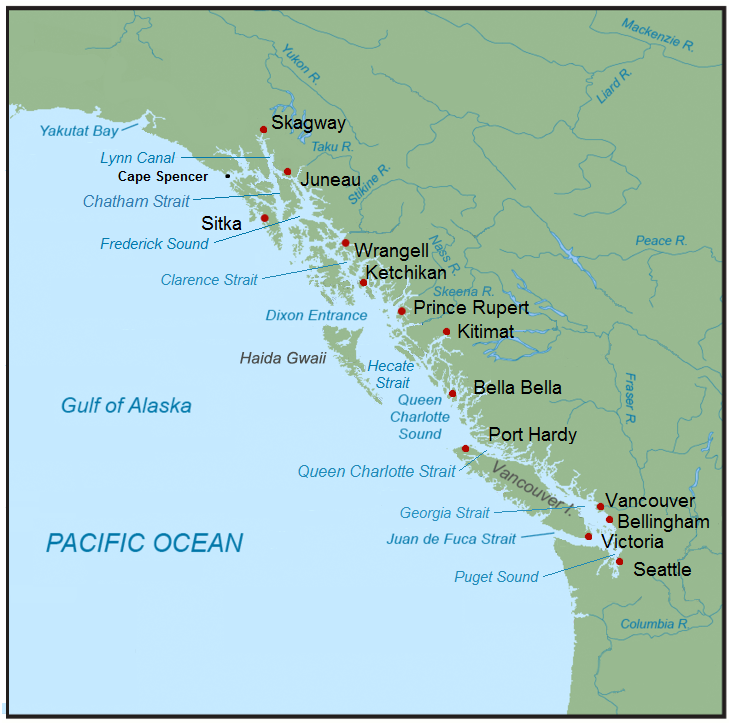
Mapa del Pasaje Interior con el canal de Lynn en su extremo norte.

El canal de Lynn es una entrada natural de agua (no un canal artificial) en el sureste de Alaska que recorre unos 145 kilómetros (90,1 mi), desde las entradas del río Chilkat hacia el sur hasta el estrecho de Chatham y el paso de Stephens. Con más de 610 metros de profundidad, el canal es el fiordo más profundo de América del Norte (exceptuando Groenlandia ) y uno de los más profundos y largos del mundo. La parte norte del canal se entrelaza con las respectivas ensenadas de Chilkat, Chilkoot y Taiya.
El canal de Lynn fue explorado por Joseph Whidbey en 1794 y George Vancouver lo bautizó así por su lugar de nacimiento, King's Lynn, en Norfolk (Inglaterra). Fue visitado con frecuencia por comerciantes marítimos de pieles desde al menos el año 1800. El Atahualpa lo inspeccionó en 1801 y su bitácora menciona una visita comercial anterior de un barco no identificado.
En abril de 1811, el comerciante de pieles marítimo estadounidense Samuel Hill, capitán del Otter, luchó contra los Chilkat Tlingit en la bahía de Chilkat Inlet del canal del Lynn. Dos miembros de la tripulación de Hill murieron, incluido su segundo oficial y el encargado del diario, Richard Kemp, su contramaestre. Seis más resultaron heridos. Según el capitán Hill, los tlingit sufrieron 40 muertos, incluidos 13 jefes. Hill culpó tanto a su primer oficial como a los tlingit, pero era notoriamente violento y frecuentemente atacaba a los indígenas sin provocación.
Durante varios años después de la escaramuza de 1811 el canal fue visitado menos barcos comerciales. En 1821 volvió a ser un sitio comercial regular, con visitas de barcos como el Mentor en 1821.

## Transporte

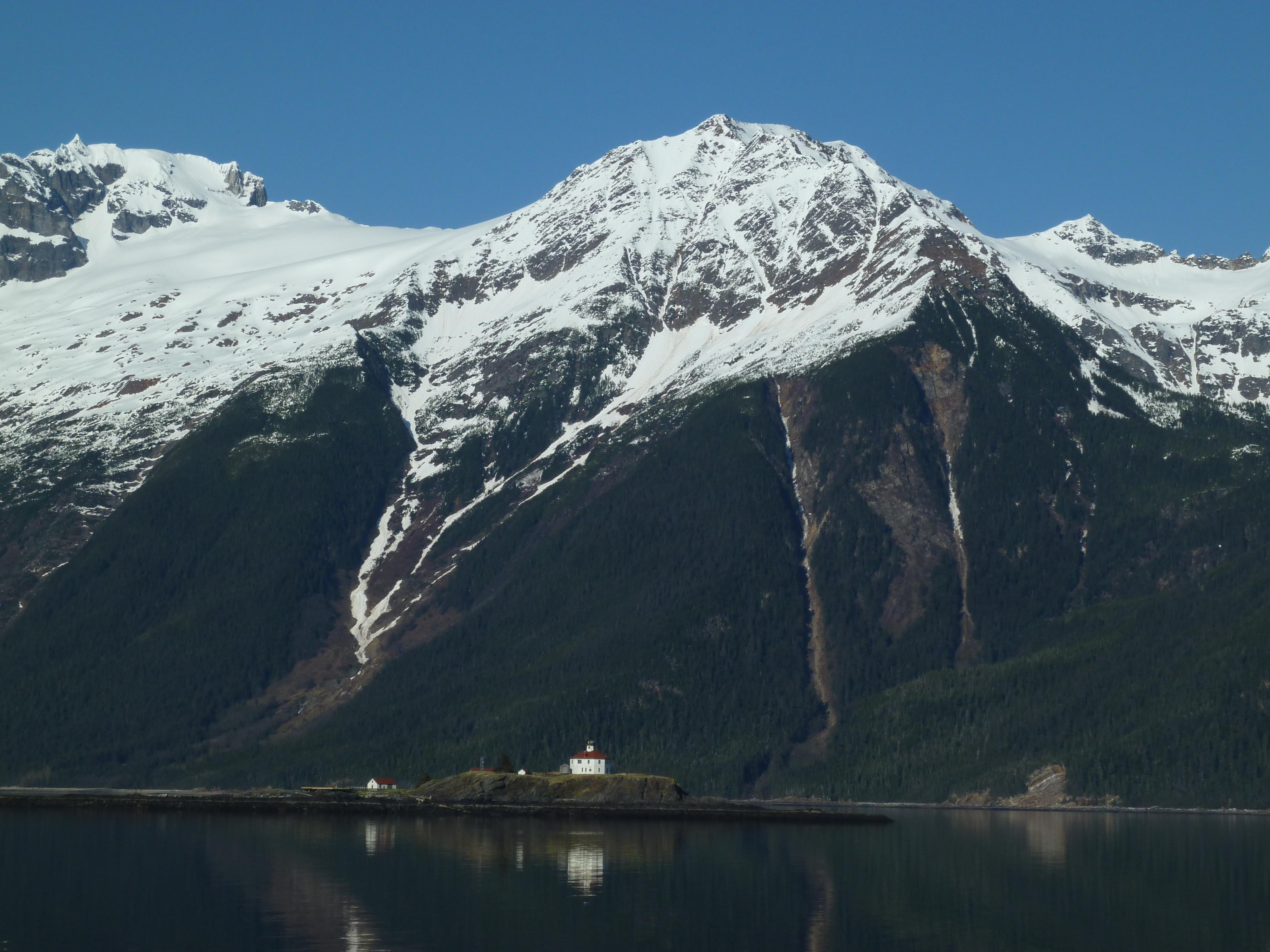
Eldred Rock, en el canal de Lynn, en el que se aprecia los canales de avalanchas.

La ubicación del canal de Lynn, como vía fluvial que penetra en el interior y conecta Skagway y Haines (Alaska) con Juneau y el resto del Pasaje Interior, lo que lo convierte en una ruta importante para el transporte marítimo, los cruceros y los transbordadores.
Durante la Fiebre del oro de Klondike, fue una ruta importante hacia las ciudades prósperas de Skagway y Dyea y de allí a los campos de oro de Klondike. El peor desastre marítimo en la historia del Noroeste del Pacífico ocurrió en el canal de Lynn en octubre de 1918, cuando el buque de cabotaje SS Princess Sophia, navegando hacia el sur desde Skagway, encalló en el arrecife de Vanderbilt y posteriormente se hundió, con la pérdida de los 343 pasajeros y tripulantes.
Después de la fiebre del oro y la creación del ferrocarril White Pass and Yukon Route, el mineral y otras cargas del territorio de Yukon se transportaban por ferrocarril a Skagway hasta su puerto de aguas profundas y posteriormente se enviaban a través del canal de Lynn. Sin embargo, en las décadas de 1970 y 1980 el flete disminuyó a medida que la actividad minera se redujo en el interior y hoy en día se envía muy poco cargamento por el canal de Lynn.
Actualmente el transporte en el canal es proporcionado por transbordadores de la empresa Alaska Marine Highway. También existen taxis acuáticos y transbordadores comerciales disponibles, pero el AMHS es, de lejos, el más utilizado.
Debido a su gran uso como vía comercial, la Guardia Costera de los Estados Unidos instaló varios faros a principios del siglo XX, incluidos los de Eldred Rock Light, Sentinel Island Light y Point Sherman Light.
Históricamente el canal de Lynn resultó ser una vía fluvial involucrada en la disputa fronteriza de Alaska, sobre la franja de tierra que discurre por la costa del Pacífico entre la Columbia Británica y Alaska. De particular valor fue el hecho de que el canal de Lynn proporcionó acceso al Yukón, donde se encontró oro en 1896. La disputa se libró entre el Reino Unido, que entonces controlaba las relaciones exteriores de Canadá, y los Estados Unidos, y finalmente se resolvió en 1903 mediante arbitraje. Los árbitros dictaminaron que el canal era parte de Alaska, no de la Columbia Británica.